# Jelovo
Jelovo – wieś w Słowenii, w gminie Radeče. W 2018 roku liczyła 141 mieszkańców.